# Dryopteris costalisora
Dryopteris costalisora är en träjonväxtart som beskrevs av Tag. Dryopteris costalisora ingår i släktet Dryopteris och familjen Dryopteridaceae. Inga underarter finns listade.